# 袁鴻祐
袁 鴻祐（えん こうゆう）は、清末の政治家。字は樵蓀。

## 事績
清朝最末期の新疆巡撫袁大化の下でカシュガル道台を務めた。1912年（民国元年）、袁大化は北京政府から新疆都督に任命された。しかし、イリ革命党の蜂起により省内を統制できず、同年4月、袁大化は袁鴻祐を後任の都督に推薦した。ところが袁鴻祐は、正式着任前の5月7日に哥老会の刺客により暗殺されてしまう。袁大化は、新疆提法使楊増新を代わりに推薦すると、新疆から逃亡した。